# Naoshi Komi
Naoshi Komi (古味直志?, Komi Naoshi; Tsuno, 28 marzo 1986) è un fumettista giapponese.

## Biografia
Komi nasce a Tsuno, nel distretto di Takaoka, nella Prefettura di Kōchi. Debutta su Akamaru Jump nel 2007 e afferma la rivista sia famosa per pubblicare molti autori emergenti. La sua prima serie su Weekly Shōnen Jump è stata Double Arts nel 2008.
Ha affermato che la sua più grande influenza è stata il manga One Piece di Eiichirō Oda.

## Opere
- Island (2007)[2]
- Koi no Kami-sama (2007)
- Williams (2007)
- Apple (2008)
- Double Arts (2008)
- Personant (2008)
- Nisekoi (2011-2016)[2][3]
- Magical Pâtissière Kosaki-chan (2014-2016, solo storia, in collaborazione con Taishi Tsutsui)
- Ore koi!! (2013), con Kazune Kawahara, crossover con My Love Story!!

### One-shot
- Nisekyū!! (2012), con Haruichi Furudate, crossover con Haikyū!![4]
- Tokidoki (2016)[4]
- E no genten (2018)